# かんむり座アルファ星

かんむり座α星は、かんむり座で最も明るい恒星で2等星。

## 概要
白色のと黄色の主系列星からなる連星で、17.3599日の周期で変光するアルゴル型の食変光星だが、眼視で変光を確認するのは難しい。A型主系列星の主星AとG型主系列星の伴星Bの平均距離は0.2au、遠点では0.27au、近点では0.13auまで近づく。おおぐま座運動星団のメンバーであると考えられている。

## 学術的意義
A0Vaのスペクトルを持つ白色のA型主系列星である。U等級が+3.85等、B等級が+3.88等、V等級が3.90等と、波長毎の明るさに大きな差がないことから、1953年にジョンソンとモーガンが提案し、国際天文学連合に採用されたいわゆる「ジョンソンUBVシステム」において、V等級、U等級、B等級の基準とされた。UBVシステムにおいては、北極標準星野にありA0Vのスペクトルを持つ、こと座α星（ベガ）、おおぐま座γ星、おとめ座109番星、へびつかい座γ星、うみへび座C星 (HR 3314) 、そしてかんむり座α星の6つの星の国際式写真実視等級がV 等級の原点として定められた。そして、6つの星の平均の U - B、B - Vを0として（すなわち U = B = V として）U等級とB等級の原点が決められた。

## 名称
学名はα Coronae Borealis（略称はα CrB）。固有名のアルフェッカ (Alphecca) は、アラビア語で「欠けたものの明るいもの（明星）」を意味する نير الفكّة nayyir al-fakka に由来する。「欠けたもの」とは、かんむり座の作る半円の弧のことを指す。2016年7月20日に国際天文学連合の恒星の命名に関するワーキンググループ (Working Group on Star Names, WGSN) は、Alphecca をかんむり座α星Aの固有名として正式に承認した。
別名のゲンマ (Gemma) ラテン語で「真珠」や「宝石」を意味する言葉に由来する。